# Emil Pohl
Emil Friedrich Karl Ludwig Pohl (* 7. Juni 1824 zu Königsberg; † 18. August 1901 in Bad Ems) war ein deutscher Schauspieler, Schriftsteller und Theaterdirektor.

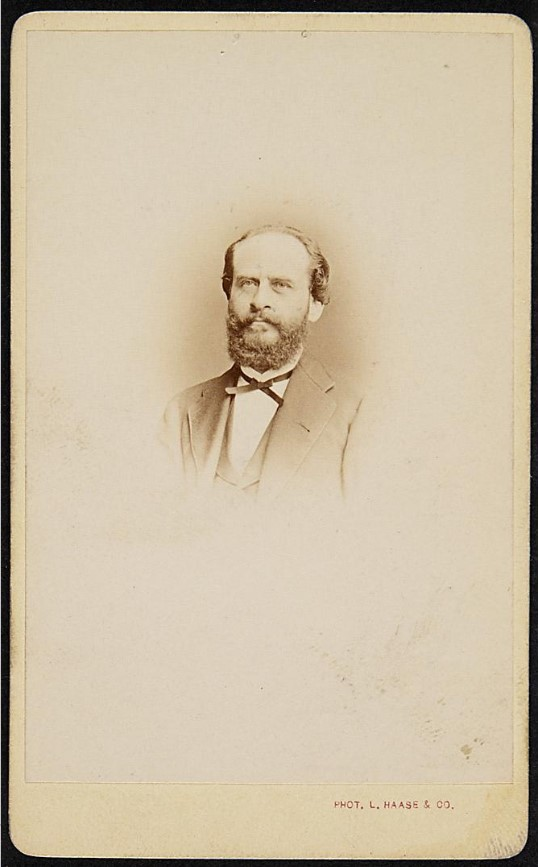
Emil Pohl (1824–1901), Schauspieler, Schriftsteller und Theaterdirektor, Foto um 1865

## Leben
Er wurde Schauspieler und wirkte lange Zeit am Hoftheater Kassel, am Hoftheater zu Schwerin und am Theater Bremen, wo er seit 1878 Direktor war. 1884 ging er als Direktor nach Riga. Er zog sich von der Bühne zurück und wurde Schriftsteller. Seit 1886 lebte er in Berlin und dann einige Jahre in Bad Ems, wo er im Alter von 77 Jahren starb.
Wahrscheinlich zum 70. Geburtstag Pohls modellierte der Bildhauer Ludwig Brunow seine Büste, die im selben Jahr auf der Großen Berliner Kunstausstellung gezeigt wurde.

## Werke
- Sachsen in Preussen, oder: Wir nehmen auch Ausländer! Genrebild mit Gesang und Tanz in 1 Akt. Bloch, Berlin 1858. (Digitalisat)
- Seine Dritte! oder: Amerika in Spandau. Schwank mit Gesang in 1 Akt. Bloch, Berlin 1860. (Digitalisat)
- Unruhige Zeiten oder Lietze's Memoiren. Posse mit Gesang und Tanz in drei Akten und acht Bildern. Reclam, Leipzig 1862. (Digitalisat)
- Acht Tage vernünftig. Lustspiel in 1 Akt. Bloch, Berlin 1862.
- Jeremias Grille. Schwank in einem Akt mit Gesang. Kolbe, Berlin 1859. (Digitalisat)
- Possen. Bloch, Berlin 1863. (Digitalisat)
- Eine Sylphide außer Dienst. Posse mit Gesang in 1 Akt. Bloch, Berlin 1863. (Digitalisat)
- Ein flotter Bursche von der Flotte, oder: Krieg mit Dänemark. Schwank mit Gesang in 1 Akt. Bloch, Berlin 1863. (Digitalisat)
- (Mit David Kalisch): Namenlos. Posse mit Gesang und Tanz in 3 Abtheilungen nach einem Kaiser'schen Stoffe. Kolbe, Berlin 1864.
- Herr Meidinger und sein Contrabaß. Schwank mit Gesang in 1 Akt. Bloch, Berlin 1866. (Digitalisat)
- (Mit Anton Langer): Eine verfolgte Unschuld. Original-Posse mit Gesang in 1 Akt. Bloch, Berlin 1873.
- Zahnschmerzen. 	Schwank mit Gesang in 1 Akt nach einem Stoff von C. F. Stix. Michaelson, Berlin 1874.
- Morgenstündchen einer Soubrette. Genrebild mit Gesang in 1 Akt. Bittner, Berlin 1877.
- Die Sterne wollen es. Original-Lustspiel in drei Aufzügen. Reclam, Leipzig 1896. (Digitalisat)
- Lucinde vom Theater. Gesangsposse in 6 Bildern. Reclam, Leipzig 1870. (Digitalisat)
- Der Jongleur. Posse in vier Abtheilungen. Reclam, Leipzig 1882. (Digitalisat)
- Der Gold-Onkel. Posse mit Gesang und Tanz in drei Akten und sieben Bildern, nach einem vorhandenen Stoffe. Reclam, Leipzig 1882. (Digitalisat)
- Bruder Liederlich. Posse mit Gesang und Tanz in drei Akten. Reclam, Leipzig 1882. (Digitalisat)
- Die sieben Raben. Romantisches Zaubermärchen in vier Akten. Reclam, Leipzig 1882. (Digitalisat)
- Eine leichte Person. Posse mit Gesang und Tanz in drei Akten und acht Bildern. Reclam, Leipzig 1882. (Digitalisat)
- (Mit Heinrich Wilken): Auf eigenen Füßen. Gesangsposse in sechs Bildern. Reclam, Leipzig 1883. (Digitalisat)
- Klein Geld. Posse mit Gesang und Tanz in drei Akten und sechs Bildern. Leipzig, Reclam 1883. (Digitalisat)
- Die Schulreiterin. 	Lustspiel in 1 Akt. Bloch, Berlin 1884.
- Vom landwirtschaftlichen Ball. Lustspiel in einem Akt. Bloch, Berlin 1886.
- (Mit Hugo Müller): Heydemann und Sohn. Lebensbild mit Gesang in 7 Bildern. Bittner, Berlin 1868.
- Vasantasena. Drama in fünf Akten nach einer Dichtung des Königs Sudraka. Goldmann, New York 1893. (Digitalisat)
- Lygia. Drama in fünf Aufzügen. Mit freier Benutzung des Romanes "Quo vadis" von Henryk Sienkiewicz. Stuttgart 1901.

## Hörspiele (Auswahl)
- 1926: Die Schulreiterin. Lustspiel in einem Akt – Regie: nicht angegeben (Sendespiel (Hörspielbearbeitung) – MIRAG)
- 1926: Die Schulreiterin – Regie: Carl Struve (Sendespiel (Hörspielbearbeitung) – Süddeutsche Rundfunk AG (SÜRAG))
- 1926: Die Schulreiterin. Ein Lustspiel in einem Akt – Regie: nicht angegeben (Sendespiel (Hörspielbearbeitung) – Ostmarken Rundfunk AG (ORAG))
- 1927: Die Schulreiterin. Lustspiel in einem Akt – Regie: Rudolf Rieth (Sendespiel (Hörspielbearbeitung) – Westdeutsche Rundfunk AG (WERAG))
- 1928: Der Jongleur. Berliner Posse – Regie: Nicht angegeben (Sendespiel (Hörspielbearbeitung) – Funk-Stunde Berlin)